# Riccardo Saponara
Riccardo Saponara (Forlì, 1991. december 21. –) olasz labdarúgó.

## Karrierje

### Klubcsapatokban

#### Ravenna
Forlìban született, de szülei a dél-olaszországi Basilicatában található Palazzo San Gervasióból származnak. Saponara profi pályafutását a Ravennánál kezdte. 2009 januárjában az Empoli egy megállapodás keretében 700 000 euróért részben megszerezte a játékjogát. 2010 júniusában az Empoli véglegesen megvásárolta őt további 550 000 euróért.

#### Empoli és Milan
Eredetileg szélsőként játszott, de az Empoli edzője, Maurizio Sarri a tízes pozícióba helyezte át a 2012–2013-as Serie B-szezonban – ami remek döntésnek bizonyult, mivel Saponara 40 mérkőzésen 13 gólt és 15 gólpasszt jegyzett a klub színeiben. Vezető szerepet játszott abban, hogy az Empoli bejutott a Serie B Play-off döntőjébe, ahol azonban alulmaradtak a Livornoval szemben.
2013 januárjában a Milan szerződtette a 21 éves Saponarát, de a játékos a szezon végéig az Empolinál maradt. A Milan 3,75 millió eurót fizetett az olasz labdarúgó játékjogának feléért egy 4 és fél éves szerződés keretében. A játékjogának a másik tulajdonosa, a Parma, 2012 nyarán 2,6 millió euróért vásárolta meg az Empolitól a részesedését. A 2013–2014-es idényben Saponara mindössze 218 percet játszott a Serie A-ban, hét bajnoki mérkőzésen szerepelt. 2014 júniusában a Milan 1 millió euróért megszerezte Parma részét is, így Saponara teljes egészében az ő játékosuk lett.

#### Újra az Empolinál
2015. január 16-án Saponara visszatért az Empolihoz kölcsönszerződéssel, benne vételi opcióval. Négy nappal később, a Roma – Empoli (2–1) Olasz Kupa-mérkőzésen kezdőként debütált újra a klub színeiben. Tíz nappal később a bajnokságban is visszatért: az Udinese elleni 2–1-es vereség során büntetőből megszerezte a vezetést csapatának – ez volt az első gólja a Serie A-ban. Március 22-én pályafutása első dupláját szerezte a Sassuolo elleni hazai 3–1-es győzelem alkalmával. Május 13-án az Empoli végleg megvásárolta a játékjogát, a hírek szerint 4 millió euróért.

#### Fiorentina
2017. január 28-án Saponara kölcsönszerződés keretein belül a Fiorentinához igazolt a szezon végéig, a megállapodás pedig kötelező vásárlási záradékot tartalmazott a kölcsönidőszak lejártával. A 2022–2023-as UEFA Európa Konferencia Ligában a döntőig jutott csapatával. A sorozatban 10 mérkőzésen lépett pályára és 2 alkalommal be is talált. Ebben az idényben az olasz kupában is ezüstérmet szerzett.

##### Kölcsönben a Sampdoriánál
2018. augusztus 17-én az olasz labdarúgó egy éves kölcsönszerződéssel csatlakozott a Sampdoriához a Fiorentinától, a megállapodás vételi opciót is tartalmazott.
December 18-án a Lazio elleni mérkőzés hosszabbításában Saponara egyenlítő gólt szerzett. A találatot követően az ünneplés hevében a szurkolók közé futott, ahol a nadrágja lecsúszott, majd a drukkerek a fehérneműjét is lehúzták, így a feneke rövid időre fedetlenül maradt. Az eset nagy sajtóvisszhangot váltott ki, és gyorsan elterjedt az interneten.

##### Kölcsönben a Genoánál
2019. augusztus 7-én kölcsönben a Genoához igazolt, a szerződés vételi opciót is tartalmazott.

##### Kölcsönben a Leccénél
2020. január 22-én kölcsönjátékosként a Lecce csapatához tette át székhelyét.

##### Kölcsönben a Speziánál
2021. január 5-én kölcsönben a Spezia csapata szerezte meg a játékjogát.

#### Ankaragücü
2024 januárjában Riccardo Saponara a török Süper Ligben szereplő Ankaragücü csapatához igazolt egy tizennyolc hónapos szerződéssel. A szerződését azonban idő előtt, 2025. február 26-án felbontották.

### A válogatottban
Riccardo Saponara 2011. február 8-án mutatkozott be az olasz U21-es válogatottban, egy 1–0-s győzelemmel végződő mérkőzésen Anglia ellen. Első gólját április 13-án szerezte, amikor Olaszország 2–0-ra nyert Oroszország ellen. Májusban Ciro Ferrara szövetségi kapitány beválogatta őt a Toulon Torna keretébe, ahol minden mérkőzésen pályára lépett, és bronzéremhez segítette a csapatot.
2013-ban Devis Mangia irányítása alatt részt vett az U21-es Európa-bajnokságon, ahol gólt szerzett Izrael ellen a csoportkör második fordulójában, hozzájárulva az olasz válogatott 4–0-s győzelméhez és elődöntőbe jutásához. Saponara három mérkőzésen szerepelt a tornán, melyen Olaszország egészen a döntőig jutott, ahol 4–2-re kikapott Spanyolországtól.
2011 és 2013 között összesen 22 alkalommal lépett pályára az olasz U21-es válogatottban, és 3 gólt szerzett.

## Játékstílusa
Tehetséges támadó középpályásként Saponara kreatív irányító, aki képes a széleken is játszani (elsősorban a jobb oldalon), illetve középső középpályásként is bevethető mezzala szerepkörben. Erős, gyors és szorgalmas játékos, jó technikai képességekkel, ismert a cselezőkészségéről és a labdakontrolljáról, valamint az elszántságáról, védekezőmunkájáról, kulcspasszok és a támadások megindításának iránti érzékéről, amelyek lehetővé teszik számára, hogy gólokat szerezzen és előkészítsen. Fiatalon, a Serie B-ben nyújtott érett teljesítménye és játékstílusa miatt időnként példaképéhez, Kakához hasonlították.
A 2020–21-es idényben a bajnokság leggyorsabb sprintje 36,04 km/órával Saponara ,evéhez fűződik

## Statisztikái
Legutóbb 2025. június 5-én lett frissítve.
| Csapat                  | Idény          | Liga                     | Liga  | Liga | Kupa  | Kupa | Egyéb | Egyéb | Összesen | Összesen |
| Csapat                  | Idény          | Bajnokság                | Mérk. | Gól  | Mérk. | Gól  | Mérk. | Gól   | Mérk.    | Gól      |
| ----------------------- | -------------- | ------------------------ | ----- | ---- | ----- | ---- | ----- | ----- | -------- | -------- |
| Ravenna                 | 2008–09        | Lega Pro Prima Divisione | 3     | 0    | 4     | 0    | —     | —     | 7        | 0        |
| Empoli                  | 2010–11        | Serie B                  | 17    | 0    | 0     | 0    | —     | —     | 18       | 0        |
| Empoli                  | 2011–12        | Serie B                  | 30    | 1    | 3     | 0    | 2     | 0     | 35       | 1        |
| Empoli                  | 2012–13        | Serie B                  | 36    | 11   | 0     | 0    | 4     | 2     | 40       | 13       |
| Empoli                  | Összesen       | Összesen                 | 83    | 12   | 3     | 0    | 6     | 2     | 92       | 14       |
| Milan                   | 2013–14        | Serie A                  | 7     | 0    | 0     | 0    | —     | —     | 7        | 0        |
| Milan                   | 2014–15        | Serie A                  | 1     | 0    | —     | —    | —     | —     | 1        | 0        |
| Milan                   | Összesen       | Összesen                 | 8     | 0    | 0     | 0    | —     | —     | 8        | 0        |
| Empoli                  | 2014–15        | Serie A                  | 17    | 7    | 1     | 0    | —     | —     | 18       | 7        |
| Empoli                  | 2015–16        | Serie A                  | 33    | 5    | 1     | 0    | —     | —     | 34       | 5        |
| Empoli                  | 2016–17        | Serie A                  | 18    | 2    | 1     | 0    | —     | —     | 19       | 2        |
| Empoli                  | Összesen       | Összesen                 | 68    | 14   | 3     | 0    | —     | —     | 71       | 14       |
| Fiorentina (kölcsönben) | 2016–17        | Serie A                  | 11    | 2    | —     | —    | 0     | 0     | 11       | 2        |
| Fiorentina (kölcsönben) | 2017–18        | Serie A                  | 18    | 0    | 2     | 0    | —     | —     | 20       | 0        |
| Fiorentina              | 2020–21        | Serie A                  | 2     | 0    | 1     | 0    | —     | —     | 3        | 0        |
| Fiorentina              | 2021–22        | Serie A                  | 29    | 3    | 5     | 0    | —     | —     | 34       | 3        |
| Fiorentina              | 2022–23        | Serie A                  | 29    | 4    | 0     | 0    | 10    | 2     | 39       | 6        |
| Fiorentina              | Összesen       | Összesen                 | 89    | 9    | 8     | 0    | 10    | 2     | 107      | 11       |
| Sampdoria (kölcsönben)  | 2018–19        | Serie A                  | 22    | 2    | 2     | 0    | —     | —     | 24       | 2        |
| Genoa (kölcsönben)      | 2019–20        | Serie A                  | 4     | 0    | 1     | 1    | —     | —     | 5        | 1        |
| Lecce (kölcsönben)      | 2019–20        | Serie A                  | 13    | 2    | —     | —    | —     | —     | 13       | 2        |
| Spezia (kölcsönben)     | 2020–21        | Serie A                  | 9     | 2    | 1     | 2    | —     | —     | 10       | 4        |
| Hellas Verona           | 2023–24        | Serie A                  | 12    | 0    | 2     | 0    | —     | —     | 14       | 0        |
| Ankaragücü              | 2023–24        | Süper Lig                | 8     | 0    | 2     | 0    | —     | —     | 10       | 0        |
| Ankaragücü              | 2024–25        | 1. Lig                   | 13    | 2    | 2     | 1    | —     | —     | 15       | 3        |
| Teljes karrier          | Teljes karrier | Teljes karrier           | 323   | 43   | 28    | 4    | 16    | 4     | 376      | 51       |

1. ↑  Egy mérkőzés az olasz kupában, három mérkőzés Serie C kupában
2. ↑  Mérkőzései a Serie B – kiesési osztályozó
3. ↑  Mérkőzései a Serie B – feljutási rájátszás
4. ↑  Mérkőzései az UEFA Európa Konferencia Ligában

## Sikerei, díjai
Fiorentina
- Olasz kupa ezüstérmes: 2022–2023[15]
- UEFA Európa Konferencia Liga ezüstérmes: 2022–2023[33]

 Olaszország U21
- U21-es Európa-bajnokság ezüstérmes: 2013[32]
- Touloni Torna bronzérmes: 2011[25]